# Matteo Truffelli
Matteo Truffelli (Parma, 1970) è un politologo italiano.
È stato presidente nazionale dell'Azione Cattolica Italiana dal 2014 al 2021.

## Biografia
Nato a Parma, dove vive, nel 1970, è figlio di Corrado già presidente della Provincia di Parma, ed è sposato con Francesca Bizzi.
Nel maggio 2014, scegliendo il suo nome dalla terna di candidati indicati dalla XV Assemblea nazionale dell'associazione, la CEI lo nomina presidente nazionale dell'Azione Cattolica per il triennio 2014-2017.
Laureato in filosofia all'Università Cattolica del Sacro Cuore di Milano, nel 2001 ha conseguito il dottorato di ricerca in Storia dell'Italia contemporanea presso l'Università Roma Tre. In seguito ha ricoperto il ruolo di ricercatore universitario di Storia delle dottrine politiche presso l'Università di Parma, dove insegna dal 2004. Nel 2013 è professore associato e nell'aprile dell'anno successivo è stato confermato.
Le sue ricerche si sono concentrate sulla storia del pensiero politico elaborato nell'ambito della cultura cattolica novecentesca. In quest'ambito ha curato l'edizione critica degli Scritti politici di don Primo Mazzolari e la raccolta degli Scritti civili e scritti ecclesiali di Vittorio Bachelet. Il filone principale dei suoi studi attiene però allo sviluppo dell'idea di partito nel contesto della cultura politica moderna e contemporanea e alle implicazioni di tale elaborazione rispetto ai temi della rappresentanza e del rapporto tra società e politica. In quest'ambito ha pubblicato una monografia sul dibattito attorno al ruolo dei partiti nella transizione dal fascismo alla democrazia repubblicana, La «questione partito» dal fascismo alla Repubblica. Culture politiche nella transizione, e un volume sulla storia del pensiero antipolitico nell'Europa moderna e contemporanea, L'ombra della politica. Saggio sulla storia del pensiero antipolitico. Nel 2013 curato e introdotto la traduzione dall'inglese del saggio del 1735 di Henry Saint-John Bolingbroke, Una Dissertazione sui partiti.
Nel periodo 2008-2014 è stato delegato regionale dell'Azione Cattolica per l'Emilia-Romagna, mentre nel triennio precedente aveva fatto parte del Consiglio nazionale dell'Associazione. Dal 2000 ha fatto parte della redazione e, successivamente, del Comitato di direzione della rivista Dialoghi. Tra il 2007 e il 2008 è stato anche direttore editoriale dell'AVE, l'editrice dell'Associazione.

## Opere

### Libri
- La «questione partito» dal fascismo alla Repubblica. Culture politiche nella transizione, Studium, 2003;
- L'ombra della politica. Saggio sulla storia del pensiero antipolitico, Rubbettino, 2008;
- Vittorio Bachelet, Scritti civili, a cura e con introduzione di Matteo Truffelli, Ave, Roma, 2005;
- Vittorio Bachelet, Scritti ecclesiali, a cura di Matteo Truffelli, Ave, Roma, 2005;
- Primo Mazzolari, Scritti politici, a cura e con introduzione di Matteo Truffelli, EDB, Bologna, 2010;
- Una Dissertazione sui partiti di Henry Saint-John Bolingbroke, (1735), traduzione italiana di Matteo Truffelli, Rubbettino, 2013.